# Santa María Rivarredonda
Santa María Rivarredonda è un comune spagnolo di 93 abitanti situato nella comunità autonoma di Castiglia e León.